# Rivergaro
Rivergaro är en ort och kommun i provinsen Piacenza i regionen Emilia-Romagna i Italien. Kommunen hade 7 041 invånare (2018).